# 202ª Divisione costiera
La 202ª Divisione Costiera fu una grande unità di fanteria del Regio Esercito italiano durante la seconda guerra mondiale.

## Storia
La divisione venne costituita il 15 novembre 1941 per trasformazione del II Settore costiero di Brigata, mobilitato dal precedente 1º maggio, su 120º, 124º e 142º Reggimento fanteria costiero ed il 43º Raggruppamento artiglieria costiero, poi sostituito dal 62º e dal 63º Reggimento costiero. La divisione venne inviata in Sicilia, alle dipendenze del XII Corpo della 6ª Armata. Schierata sulla costa occidentale dell'isola, aveva un settore di competenza di 100 km tra Mazara del Vallo e Sciacca.
La divisione venne investita in pieno fin dalle prime ore dello sbarco statunitense, subendo il bombardamento aeronavale dal 10 al 16 luglio ininterrottamente. A questo seguì lo scontro diretto con le forze da sbarco. La divisione resse l'urto ma venne praticamente aggirata a causa del cedimento degli altri settori. Schiacciata dalla superiorità avversaria, la 202ª Divisione costiera, completamente distrutta, si scioglie tra il 24 ed il 25 luglio 1943.

## Ordine di battaglia: 1943
- 120º Reggimento costiero
  - CCXLV Battaglione costiero
  - CCCLXXVIII Battaglione costiero
  - CCCLXXXVII Battaglione costiero
  - CDXCVII Battaglione costiero
- 124º Reggimento costiero
  - tre battaglioni costieri
- 142º Reggimento fanteria costiero
  - CCCLXXVI Battaglione costiero
  - CCCLXXVII Battaglione costiero
  - CDXXVII Battaglione costiero
- 62º Raggruppamento artiglieria costiera
- 63º Raggruppamento artiglieria costiera
- CIX Battaglione mitraglieri da posizione
  - 536ª Compagnia mitraglieri da posizione
  - 550ª Compagnia mitraglieri da posizione
- 509ª Compagnia mitraglieri da posizione
- 510ª Compagnia mitraglieri da posizione
- 626ª Compagnia mitraglieri da posizione
- 645ª Compagnia mitraglieri da posizione
- 102ª Compagnia mortai da 81
- 161ª Compagnia bersaglieri motociclisti
- servizi divisionali.[2]

## Comandanti (1941-1943)
- Gen. B. spe. Mario Badino Rossi (1º maggio 1941 - 4 agosto 1942);
- Gen. D.  fuori quadro Luigi Sibille (5 agosto 1942 - 31 marzo 1943);
- Gen. B. spe. Gino Ficalbi.[2] (1º aprile - 22 luglio 1943).